# Rheden (Niedersachsen)
Rheden (Niedersachsen) este o comună din landul Saxonia Inferioară, Germania.